# Gunther Gerzso
Gunther Gerzso Wendland (17 de junio de 1915 - 21 de abril de 2000) fue un artista plástico mexicano de ascendencia húngaro-alemana que se destacó como pintor, diseñador de escenarios, escritor y director de teatro y cine, y que formó parte del movimiento artístico conocido como “La Ruptura”.

## Origen
Gunther Gerzso fue hijo de Oscar Gerzso, un inmigrante húngaro que falleció algunos meses después del nacimiento de su hijo único con la alemana Dore Wendland. Su madre contrajo segundas nupcias con un joyero alemán. En 1922 la joven familia viajó a Europa afectada por el desorden económico prevaleciente tras la Revolución mexicana. Dos años más tarde regresaron a México, pero el matrimonio pronto se disolvió. La estrechez económica obligó a Dore a enviar a su hijo a Lugano, Suiza en donde se encontró en medio de la colección de pinturas de su tío, el Dr. Hans Wendland, que incluía trabajos de Pierre Bonnard, Rembrandt, Paul Cézanne, Eugéne Delacroix y Tiziano. Siendo un adolescente, Gunther conoció a Paul Klee y más tarde al notable diseñador Nando Tamberlani, quien lo introdujo al mundo del teatro
En 1931 Gunther dejó Europa debido a las dificultades que entonces causaba la Gran Depresión. En la Ciudad de México se dedicó a diseñar bosquejos para escenarios y a escribir obras de teatro, muy influenciado por N. Tamberlani. Luego de dos años, comenzó a trabajar en una productura local de teatro dirigida por Fernando Wagner. En 1935 obtuvo una beca para estudiar en Cleveland Playhouse, donde durante cuatro años diseñó más de 50 escenarios. En las décadas de 1940 y 1950 trabajó como escenografista en la industria cinematográfica de México, Francia y Estados Unidos. G. Gerzso ganó cinco premios “Ariel” (premios “Óscar” mexicanos ) como Mejor Diseño de Producción. En aquellos años colaboró con directores como Emilio “El Indio” Fernández, en Un día de vida (1950); con Luis Buñuel, en Susana (1951), Una mujer sin amor (1952) y El río y la muerte (1955); con Yves Allégret, en Les Orgueilleux (1953), y con John Huston, en Under the Volcano (1984). A finales de la década de 1930, comenzó a aficionarse por la pintura. La pasarela constante de bellas actrices y gente interesante en los escenarios fílmicos le dieron gran inspiración.
En 1939 Bernard Pfriem convenció a G. Gerzso a participar en la exhibición anual del Museo de Arte de Cleveland, donde expuso dos cuadros. Paulatinamente Gerzso comenzó a considerarse más un pintor que un diseñador. Desde 1944 radicó permanente en la Ciudad de México, junto con su esposa, y se integró al grupo de destacados artistas surrealistas que vivívan refugiados en México en tiempos de la Segunda Guerra Mundial. Ellos eran Benjamin Péret, Leonora Carrington, Remedios Varo, Alice Rahon y Wolfang Paalen. La obra de G. Gerzso muestran su profunda apreciación artística bajo una influencia conjunta de Europa y México. Sus lienzos al óleo incorporaban aspectos de arte precolombino dentro de un marco surrealista y cubista. Luego el artista fue evolucionando hasta llegar a su famoso arte abstracto.

## Reconocimientos y premios
Octavio Paz calificó a G. Gerzso como uno de los grandes pintores de América Latina, quien junto con Carlos Mérida y Rufino Tamayo contrapusieron su trabajo al movimiento ideológico-estético que caracterizaba al muralismo mexicano. En 1973 a G. Gerzso le fue otorgada una beca de la Fundación Guggenheim. En 1978 recibió el Premio Nacional de Bellas Artes de México. La Academia Mexicana de Artes y Ciencias Cinematográficas lo reconoció con dos “Arieles” honorarios en 1994 y el 2000.
El artista falleció el 21 de abril de 2000.

## Nombre
El nombre oficial registrado en México era Gunther Rigoberto  Gerzso (aunque en alemán se escribe con diéresis "Günther"). El apellido Gerzso lleva la consonante "zs" de la lengua húngara.